# Маркел Апамејски
Свети Маркел Апамејски је хришћански светитељ и епископ Апамеје.
Православна црква га спомиње 14.(27.) августа
Маркел се родио на Кипру у породоци богатих и знаменитих родитеља. Био је високо образован. Као млад се оженио и имао је деце. Након смрти жене, повукао се у монашки живот у Сирију. Тамо је живео испосничким животом у молитви и посту. Тамо се прочуо због своје милосрдности, кротости и духовне учености. Због тога су га изабрали за епископа Апамеје. Као епископ ревносно је радио на обраћању незнабожаца у хришћанску веру. Због тога је изазвао гнев идолопоклоничких свештеника. Када им је запаљен неки храм, идолопоклоници су оптужили за то Меркела. Ухватили су га и бацили  ваттру да изгори. То се десило око 389 године. 
Епископ Маркела је познати по томе, што се код њега спомиње освећење воде и употреба освећене воде.